# Main Line de Philadelphie
La Main Line de Philadelphie, souvent désignée simplement comme la Main Line, est une région historique et sociale qui s'étend de manière informelle le long de la banlieue de Philadelphie, en Pennsylvanie. Cette zone suit l'ancienne Main Line, autrefois prestigieuse, du Pennsylvania Railroad. Elle s'étire du centre-ville de Philadelphie vers le nord-ouest, parallèlement à la Philadelphia and Lancaster Turnpike, également connue sous le nom de Route 30 des États-Unis.